# عزبة بهجت الكبرى
عزبة بهجت الكبري هي إحدى العزب التابعة لقرية العتوة التابعة لمركز قطور التابع لمحافظة الغربية بالقطر المصري.